# Raúl Sencillez
Raúl Sencillez (Villa Huidobro, Córdoba, Argentina, de 16 de abril de 1982), cuyo verdadero nombre es Diego Jesús Pampiglione, es un músico, cantante y compositor argentino, miembro fundador de la agrupación de rock, cuarteto y ska Los Caligaris, desde su formación en 1997.

## Biografía
Raúl Sencillez nació en Villa Huidobro, provincia de Córdoba, en 1982. Él y su hermano Martín Pampiglione (cantante de Los Caligaris) son la quinta generación de una familia circense. Cursó sus estudios primarios en decenas de escuelas a lo largo de Argentina, debido a la vida nómade del circo. Su carrera como músico comienza en 1996 cuando uno de sus tíos le regala una batería. Al año siguiente funda junto a su hermano y amigos del colegio y del barrio Los Caligaris, banda en la que sigue ejecutando la batería hasta la actualidad.
En 2002 la banda se hace conocida a nivel nacional gracias a su álbum debut "Yernos perfectos".
En 2005 son premiados por la Fundación Konex en la categoría Tropical /Cuarteto.
En 2007 visita por primera vez junto a su banda, México, país donde Los Caligaris se han popularizado.
En el año 2012 contrae matrimonio con Carla Dionisio.
En 2014 nace Dante, su primer hijo.
En 2016 nace Rocco, su segundo hijo  y consigue junto a Los Caligaris cuatro nominaciones en los Premios Gardel, siendo ganadores en la categoría "Ingeniería de grabación" por su álbum Circología.
En 2017 Raúl actúa en el videoclip de la canción "Hablo solo" de Turf.
El 7 de abril de 2018 se presenta junto a su banda por primera vez en el prestigioso Auditorio Nacional de México. Sencillez había prometido públicamente tatuarse la bandera de ese país si alguna vez tocaban en ese escenario, y cumplió su promesa.

## Discografía
Álbumes editados en Argentina
- 2002 - Yernos Perfectos
- 2004 - Grasas Totales
- 2005 - Chanchos Amigos
- 2007 - No es lo que parece
- 2009 - Transpirando Alegría
- 2011 - Bailarín Apocalíptico
- 2015 - Circología
- 2019 - Salva
- 2023 - Muchas Noches, Buenas Gracias

Álbumes editados en México
- 2006 - Yernos Perfectos
- 2007 - Residencial América
- 2009 - Transpirando Alegría
- 2015 - Circología

Extended plays
- 2013 - Canciones para Armar
- 2017 - Canciones Felices

Discos en vivo
- 2010 - Vivo en Café Iguana
- 2016 - Somos Todos Vivos
- 2018 - 20 Años: El show más feliz del mundo

## Premios

### Premios Gardel[11]
| Año  | Trabajo nominado | Categoría                        | Resultado |
| ---- | ---------------- | -------------------------------- | --------- |
| 2016 | «Circología»     | Mejor Álbum Rock pop alternativo | Nominado  |
| 2016 | «Circología»     | Producción del año               | Nominado  |
| 2016 | «Circología»     | Mejor videoclip                  | Nominado  |
| 2016 | «Circología»     | Ingeniería de Grabación          | Ganador   |